# United States Tax Court

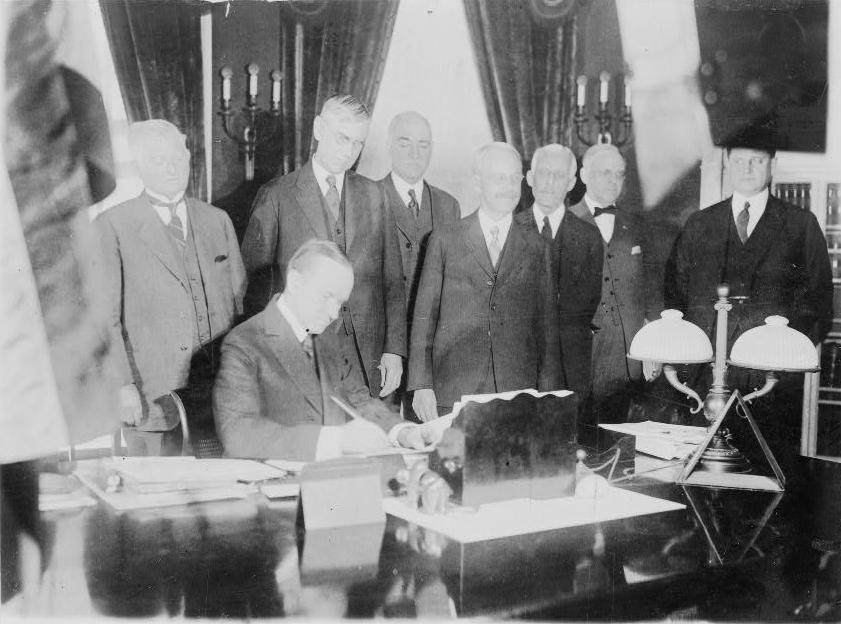
Président Calvin Coolidge signer la facture de l'impôt sur le revenu qui a créé le Conseil américain des appels en matière fiscale, en 1924.

Le United States Tax Court (Cour de l'impôt des États-Unis) est un tribunal fédéral des États-Unis qui n'entend que les affaires liées à l'impôt. Le tribunal est établi conformément à l'autorité du Congrès des États-Unis en vertu de l'article I de la Constitution des États-Unis. Contrairement aux juges des tribunaux établis en vertu de l'article III de la Constitution des États-Unis, les juges ne sont pas nommés à vie. Ils ont un mandat de 15 ans et sont rééligibles. Les seize juges de la Cour sont nommés par le président et confirmés par le Sénat. Le contribuable peut porter une affaire devant la Cour de l'impôt seulement après l'IRS envoie un avis de carence. C'est la seule façon que le contribuable peut faire appel de l'imposition de la taxe sans avoir à payer la taxe. Les décisions de la Cour peuvent généralement être contestées devant la Cour d'appel américaine dans le circuit où le contribuable résidait au moment de l'appel.
Le palais de justice de la Cour de le United States Tax Court est situé à Washington.